# 安祥院 (徳川家重側室)
安祥院（あんしょういん、享保6年（1721年） - 寛政元年4月6日（1789年4月30日））は、江戸幕府の9代将軍・徳川家重の側室。実父は三浦義周、養父は松平親春。通称にお遊の方（おゆうのかた）、お千瀬の方（おせちのかた）。俗名はゆき（遊喜）、いつ（逸）とも。

## 生涯
元文元年（1736年）に西御丸に出仕し、後に家重の側室となる。延享2年（1745年）に家重の次男・万次郎（後の徳川重好）を産む。長男の竹千代（後の徳川家治）を産んだ至心院との間で確執があったといわれる。
正室が死去したのち、家重は側室の至心院を寵愛した。やがて長男の家治が生まれ、至心院は「お部屋様」と崇められた。しかし家重は後に、安祥院を寵愛するようになった。女だけでなく酒にも溺れるようになった家重に対し、至心院が注意をしたもののそれを聞かず、むしろ疎むようにさえなった。そうした中、側室との睦みごとの最中に至心院が入ってきたことで癇癪を起こし、至心院を牢獄に閉じ込めた。それを聞いた義父の徳川吉宗が「嫡男の生母を閉じ込めるのはよくない」と注意し、至心院は牢から出られたものの、2人の仲が戻ることはなかったという
宝暦11年（1761年）、家重死去により落飾。寛政元年（1789年）4月6日、69歳没。墓所は寛永寺。戒名は安祥院受徳光潤大姉。